# Jan Myrdal
Jan Myrdal [my:'ḍα:l] je švedski književnik i novinar (Stockholm, 19. srpnja 1927. – 2020.). Proslavio se "Izvješćem iz kineskoga sela" ("Rapport från en kinesisk by, 1963"), koje je pridonijelo snažnomu zanimanju zapadnih zemalja za tadašnju Kinu, te dvjema autobiografijama: "Djetinjstvo" ("Barndom", 1982.) i "Drugi svijet" ("En annan värld", 1984.). Pisao je književne i političke eseje, npr. "Ispovijedi europskog intelektualca" ("Samtida bekännelser av en europeisk intellektuell, 1968"), te druge tekstove o Kini, Indiji, Afganistanu, Albaniji i sl.